# West Somerset

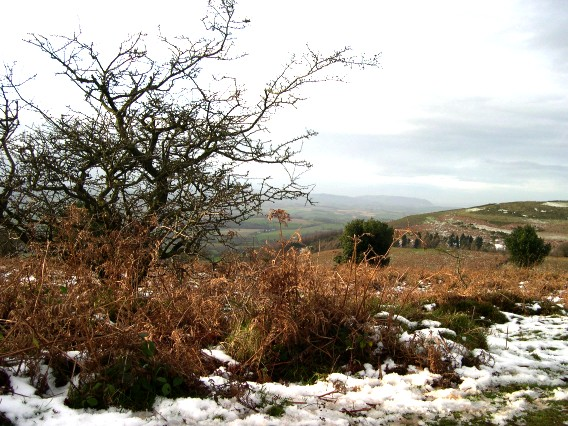
Na wzgórzach Quantock Hills

West Somerset – dawny dystrykt niemetropolitalny w Anglii w hrabstwie Somerset, położony w zachodniej części hrabstwa między wzgórzami Quantock Hills i Kanałem Bristolskim. Centrum administracyjnym było Williton. W 2011 roku dystrykt liczył 34 675 mieszkańców.
Dystrykt utworzony został 1 kwietnia 1974. Funkcjonował do 1 kwietnia 2019 roku, kiedy to w wyniku połączenia z sąsiednim Taunton Deane, utworzony został dystrykt Somerset West and Taunton.

## Miasta
- Dulverton
- Minehead
- Watchet

## Inne miejscowości
Allerford, Bicknoller, Blue Anchor, Brompton Ralph, Brompton Regis, Brushford, Carhampton, Clatworthy, Crowcombe, Culbone, Cutcombe, Dunster, East Quantoxhead, Elworthy, Exford, Exton, Holford, Huish Champflower, Kilve, Lilstock, Luccombe, Luxborough, Monksilver, Oare, Old Cleeve, Porlock, Roadwater, Sampford Brett, Selworthy, Simonsbath, Skilgate, Stogumber, Stogursey, Stringston, Timberscombe, Treborough, Upton, Washford, West Quantoxhead, Williton, Winsford, Withycombe, Withypool, Wootton Courtenay.